# Viviers-du-Lac
Viviers-du-Lac este o comună în departamentul Savoie din sud-estul Franței. În 2009 avea o populație de 2.008 de locuitori.

## Evoluția populației
| An        | 1975 | 1982 | 1990  | 1999  | 2006  | 2009  |
| --------- | ---- | ---- | ----- | ----- | ----- | ----- |
| Populație | 775  | 971  | 1.144 | 1.491 | 1.814 | 2.008 |